# DR-Baureihe E 49
Die Lokomotiven der Preußischen Staatseisenbahnen mit den Nummern EP 209/210 und EP 211/212 der Eisenbahndirektion Breslau waren Elektrolokomotiven für den Schnell- und Personenzugdienst. Bei der Deutschen Reichsbahn erhielt die EP 211/212 die Nummer E 49 00.

## Geschichte
1911 boten die Siemens-Schuckertwerke und Bergmann Elektrizitätswerke den Preußischen Staatsbahnen für ihre zu elektrifizierenden Strecken verschiedene Entwürfe von Schnell- und Personenzuglokomotiven an. Bei den Preußischen Staatsbahnen entschied man sich letztlich für das Projekt einer 2’D1’-Lokomotive (spätere EP 235) sowie für Doppellokomotiven der Achsfolge 2’B+B1’. Geplant war, 13 Doppellokomotiven zu beschaffen, während man von der 2’D1’-Einrahmenlok aufgrund der schlechten Erfahrungen mit der 1’D1’-Lok EG 501 nur ein Exemplar orderte. Da mit der 1917 gelieferten EP 235 entgegen allen Erwartungen gute Testergebnisse erzielt wurden, stornierte man den restlichen Auftrag für die Doppellokomotiven. Einzig zwei schon in der Herstellung befindliche Maschinen wurden zu Ende gebaut und 1921 als EP 209/210, beziehungsweise 1922 als EP 211/212 in Dienst gestellt. Beide Fahrzeuge erfüllten das geforderte Leistungsprogramm, die Beförderung von 500-t-Schnellzügen in der Waagerechten mit 90 km/h sowie von 400-t-Schnell- und 360-t-Personenzügen bei 20 ‰ Steigung ohne Vorspannlok in gleicher Zeit wie eine Dampflok, anstandslos. Trotzdem befriedigten die Lokomotiven nicht. Die Laufeigenschaften waren schlecht, insbesondere bei der Fahrt mit der Laufachse voraus. Aufgrund der geringeren Länge des 1’B-Fahrzeugteils kam es zu Schlingerbewegungen. Auch der nachträgliche Einbau einer kardangeführten Querkupplung schaffte keine Abhilfe. Dazu kam noch die kriegsbedingte qualitativ schlechte Ausführung der Lokomotiven. Beide Loks wurden hauptsächlich auf den schlesischen Gebirgsstrecken eingesetzt. Aber schon nach vier Jahren wurde die EP 209/210 wieder aus dem Dienst genommen und ausgemustert. Die EP 211/212 setzte man 1926 nach Magdeburg um. Nachdem ein Lagerschaden an einem ihrer Motoren aufgetreten war, erfolgte 1929 die Ausmusterung.

## Technische Merkmale

### Mechanischer Teil

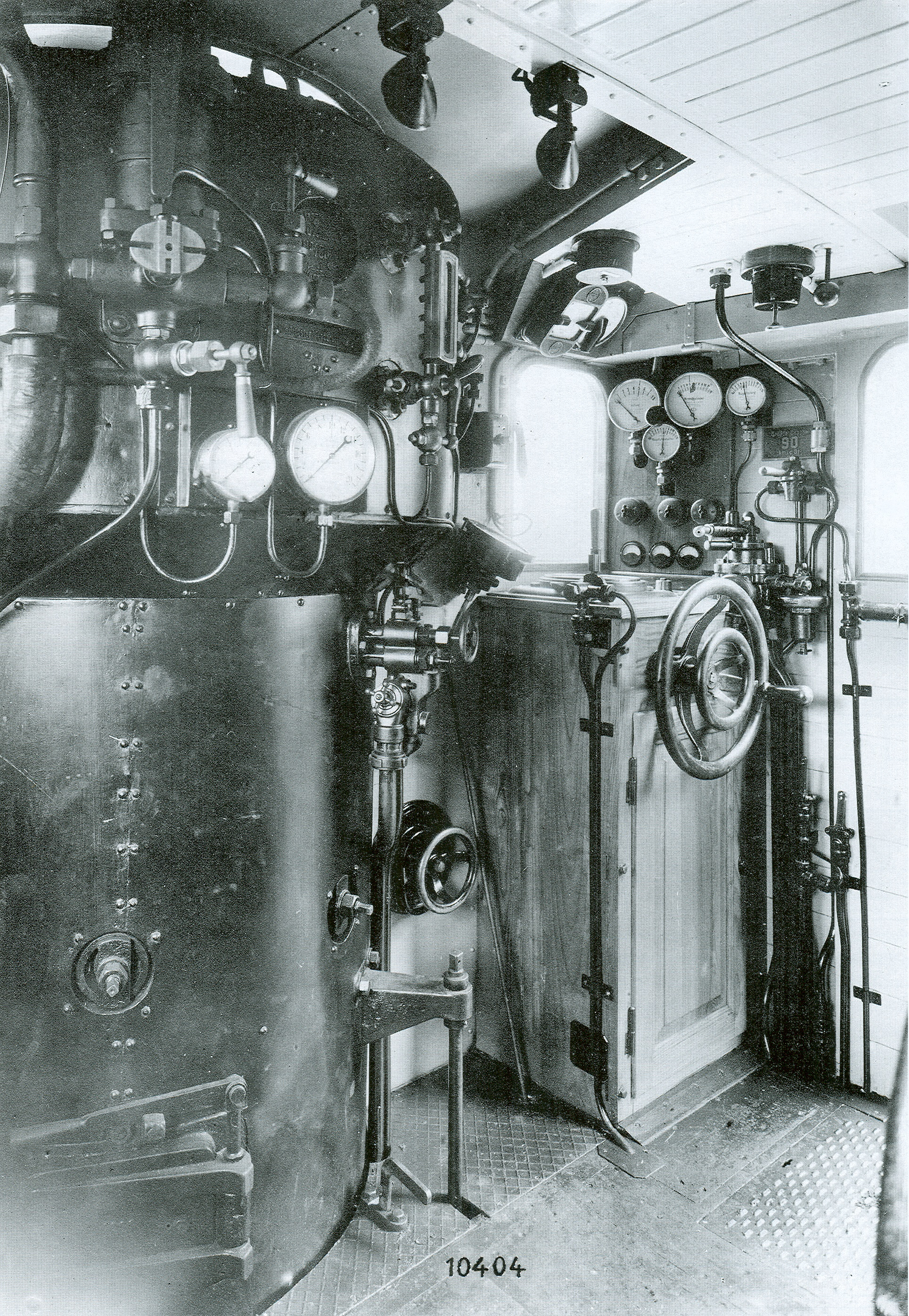
Führerstand über der Laufachse mit Heizkessel, Werkfoto

Die Lokomotiven waren zweiteilig aufgebaut mit der Achsfolge 2’B+B1’. Das größere Fahrzeugteil hatte ein zweiachsiges Drehgestell und zwei Kuppelachsen, während die kleinere Lokomotivhälfte neben den zwei Kuppelachsen ein Bisselgestell besaß. Das Laufwerk sollte ursprünglich symmetrisch ausgelegt werden, doch erforderte die Masse des Haupttransformators wie bei der EP 235 den Einbau einer zusätzlichen Laufachse. Der Antrieb beider Fahrzeughälften erfolgte von je einem Motor über ein Vorgelege mit geradverzahntem Getriebe und eine Blindwelle über anschließende Kuppelstangen auf die Kuppelachsen. Der Hauptrahmen beider Lokhälften war ein Innenrahmen aus 25 mm starkem Stahlblech, welcher durch die Stahlgusswanne für den Fahrmotor und die Blindwelle sowie weitere Verstrebungen versteift wurde. Beide Rahmen waren durch Haupt- und Hilfskuppeleisen miteinander verbunden.
Der jeweilige Lokomotivkasten setzte sich aus einem Profilstahlgerippe und einer Stahlblechumhüllung im Bereich der Maschinenräume zusammen. Die Führerstände waren Holzrahmen mit Blechverkleidung. Es gab je zwei Maschinenraumgänge pro Lokhälfte. Die Lokomotivkästen waren durch einen Faltenbalg und eine Übergangsbrücke untereinander verbunden. Der Vorbau über der Bisselachse hatte seitlich zwei halbhohe Wasserkästen für die Dampfheizung.
Die Bremseinrichtung bestand aus einer einlösigen Druckluftbremse mit Zusatzbremse Kbr m. Z., Luftverdichter und Hauptluftbehälter. Die Druckluftbremse wirkte einseitig auf die Kuppel- und Laufachsen jeder Lokomotivhälfte. Als Feststellbremse war eine auf dasselbe Bremsgestänge wirkende Wurfhebelhandbremse vorhanden.
Als Hilfseinrichtungen besaßen die Lokomotiven einen kohlegefeuerten Dampfkessel mit Saugzuggebläse für die Zugheizung. Über eine handbetätigte Mitnahmewalze wurde die Kohle aus dem 700 kg fassenden Vorratsbehälter der Feuerung zugeführt. Beide Loks waren mit Signalpfeifen und Sandstreueinrichtungen ausgestattet.

### Elektrischer Teil
Auf dem Dach der jeweiligen Lokhälfte befand sich ein Scherenstromabnehmer Bauart BEW mit gebogenen Holmen und Bügeltrenner. Über die zwischen den Fahrzeugteilen befindliche flexible Dachleitung war der Öl-Hauptschalter in der Hochspannungskammer angeschlossen. Des Weiteren befanden sich in der Hochspannungskammer eine Überspannungsschutzdrossel und ein Stromwandler. 
Im Vorbau der 2’B-Hälfte stand ein fremdbelüfteter Trockentransformator. Die Primär- und Sekundärwicklungen beider Transformatoren waren getrennt angeordnet. Die Sekundärseite besaß 16 Anzapfungen für die Fahrmotoren. Ein Hilfstransformator für die Steuerung und die Hilfsbetriebe war ebenfalls vorhanden.
Die Steuerung erfolgte über elektropneumatische Schütze. Elf Dauerfahrstufen konnten angewählt werden. Wegen der hohen Stromaufnahme der Motoren von zehn Kiloampere waren je Fahrstufe immer sechs Schütze stromführend. Die Schütze wurden durch handbetätigte Walzenschalter gesteuert. Um die Motordrehzahl erhöhen zu können, mussten nach der letzten Fahrstufe die Bürsten verstellt werden. Eine gleichzeitige Betätigung von Schützensteuerung und Bürstenverstellung war nicht möglich.
Die zwei Fahrmotoren waren in offener Bauweise ausgeführte 14-polige Wechselstrom-Reihenschlussmotoren mit Fremdbelüftung und Kompensation. Außerdem besaßen sie Wendepole. Eine Besonderheit der Lokomotiven waren die unterschiedlichen Motortypen (EL 350 und EL 351). Grund dafür war die spiegelbildliche Anordnung der Bürstenverstellung.
Eine vom Hilfstrafo gespeiste 16-V-Wechselspannungsversorgung diente der Beleuchtung der Lokomotive.